# Cybocephalus nigritulus
Cybocephalus nigritulus is een keversoort uit de familie Cybocephalidae. De wetenschappelijke naam van de soort is voor het eerst geldig gepubliceerd in 1863 door LeConte.